# Championnat de Djibouti de football 2012-2013
Navigation
Edition précédente Edition suivante
La saison 2012-2013 du Championnat de Djibouti de football est la 23e édition du championnat de première division nationale. Les dix clubs engagés sont regroupés au sein d'une poule unique où ils s'affrontent à deux reprises au cours de la saison. À l'issue du championnat, les deux derniers du classement final sont relégués et remplacés par les deux meilleurs clubs de Division 2.
C'est l'AS Ali Sabieh qui remporte la compétition cette saison après avoir terminé en tête du classement final, avec cinq points d'avance sur le Dikhil Football Club et huit sur le triple tenant du titre, l'AS Port. Il s'agit du second titre de champion de Djibouti de l'histoire du club après celui obtenu en 2009.

## Participants
- AS Ali Sabieh
- AS Port
- AS Compagnie Djibouti-Éthiopie
- Garde Républicaine FC
- AS Tadjourah
- Société Immobilière Djibouti FC
- Arhiba FC - Promu de Division 2
- AS Gendarmerie Nationale
- EAD/FC Balbala - Promu de Division 2
- Dikhil Football Club

## Compétition

### Classement
Le classement est établi sur le barème de points classique (victoire à 3 points, match nul à 1, défaite à 0). Pour départager les égalités, on tient d'abord compte de la différence de buts générale, puis du nombre de buts marqués, puis des confrontations directes.
| Rang | Équipe                          | Pts | J  | G  | N | P  | Bp | Bc | Diff |
| ---- | ------------------------------- | --- | -- | -- | - | -- | -- | -- | ---- |
| 1    | AS Ali Sabieh                   | 41  | 18 | 12 | 5 | 1  | 53 | 10 | +43  |
| 2    | Dikhil Football Club            | 36  | 18 | 11 | 3 | 4  | 32 | 17 | +15  |
| 3    | AS PortT C                      | 33  | 18 | 11 | 0 | 7  | 35 | 18 | +17  |
| 4    | Garde Républicaine FC           | 31  | 18 | 9  | 4 | 5  | 41 | 17 | +24  |
| 5    | AS Tadjourah                    | 31  | 18 | 9  | 4 | 5  | 27 | 23 | +4   |
| 6    | AS Gendarmerie Nationale        | 26  | 18 | 7  | 5 | 6  | 22 | 20 | +2   |
| 7    | AS Compagnie Djibouti-Éthiopie  | 21  | 18 | 5  | 6 | 7  | 22 | 23 | -1   |
| 8    | Arhiba FCP                      | 15  | 18 | 4  | 3 | 11 | 18 | 49 | -31  |
| 9    | EAD/FC BalbalaP                 | 10  | 18 | 3  | 1 | 14 | 16 | 59 | -43  |
| 10   | Société Immobilière Djibouti FC | 9   | 18 | 2  | 3 | 13 | 15 | 45 | -30  |

|  | Qualification pour la Coupe Kagame inter-club 2014                                |
|  | Qualification pour la Coupe CECAFA des vainqueurs de coupe 2014                   |
|  | Relégation en Division 2                                                          |
|  | T : Tenant du titre C : Vainqueur de la Coupe de Djibouti P : Promu de Division 2 |

## Bilan de la saison
| Championnat de Djibouti de football 2012-2013 |                                 |
| Champion                                      | AS Ali Sabieh (2e titre)        |
| Coupes et trophées                            |                                 |
| Vainqueur de la Coupe de Djibouti 2012-2013   | Association sportive du Port    |
| Qualifications continentales                  |                                 |
| Ligue des champions de la CAF 2014            | Aucun                           |
| Coupe de la confédération 2014                | Aucun                           |
| Coupe Kagame inter-club 2014                  | AS Ali Sabieh                   |
| Coupe CECAFA des vainqueurs de coupe 2014     | Dikhil Football Club            |
| Promotions et relégations                     |                                 |
| Promus en Division 1                          | Université de Djibouti FC       |
| Promus en Division 1                          | ONEAD/Horizon Djibouti          |
| Relégués en Division 2                        | EAD/FC Balbala                  |
| Relégués en Division 2                        | Société Immobilière Djibouti FC |